# Qeqertarsuaq
Qeqertarsuaq ([qɜˌqɜˈtːɑsːuɑq] según la antigua ortografía K'eĸertarssuaĸ, en danés: Godhavn es una ciudad y puerto situada en la costa sur de Qeqertarsuaq (isla Disko), en la costa centro-occidental de Groenlandia. Fundada en 1773, es sede de un campus de la Universidad de Copenhague. Qeqertarsuaq significa 'isla grande' en groenlandés.

## Geografía
El municipio de Qeqertarsuaq es uno de los dos de Groenlandia que ocupan una parte de la isla principal de Groenlandia (el otro es Aasiaat). Consiste de la isla de Qeqertarsuatsiaq (isla Disko) y sus islas satélite (principalmente Hareø a 11 km hacia el noroeste de Qeqertarsuatsiaq, y Qeqertaq en la costa sudoeste, en la boca del fiordo de Disko), con una superficie total de 9.700 km². A 2007, se calcula que el municipio tiene una población de 993 personas. De estos, 956 se calcula que viven en el pueblo y los 37 restantes en la aldea de Kangerluk (fiordo de Disko).

## Atracciones
Muchas de las llanas montañas de basalto que se encuentran por toda la isla están cubiertas con nieve perpetua. El área más grande se llama Sermersuaq (Gran glaciar). Sermersuaq está situado bastante lejos de la costa por lo que es difícil llegar en verano. Lyngmarksbræen (Glaciar de Lyngmark) es mucho más pequeño que el Sermersuaq, pero está cerca del pueblo y puede llegarse en unas pocas horas de camino. El glaciar cubre casi 10 km.
Como algo bastante único en Groenlandia, es posible montar en trineo en Qeqertarsuaq bajo el Sol de medianoche de verano. Esto ocurre en el hielo interior a una altura de unos 700 m en la montaña Lyngmarksfjeld, detrás del pueblo. Uno puede deambular a la cima de Lyngmarksfjeld donde los esfuerzos son recompensados por una fantástica vista de la bahía de Disko y los gigantescos icebergs en Ilulissat a casi 100 kilómetros de distancia.

## Historia
El pueblo de Qeqertarsuaq fue fundado por el ballenero Svend Sandgreen en 1773. La caza de ballenas ha tenido gran importancia en el pueblo durante los dos siglos pasados. Cazar y pescar siguen siendo las principales ocupaciones de los habitantes de la isla. Alrededor de 1000 de estos habitantes viven en el pueblo principal y más de 50 en el asentamiento de Kangerluk, a unas pocas horas con barco hacia el noroeste. Allí es donde los investigadores encontraron un glaciar 'galopante' en 1999 que se mueve hasta 100 metros al día.
Rastros de asentamientos de entre 5000 y 6000 años se han encontrado en Qeqertarsuaq. Los colonos fueron paleo-esquimales alejandóse del Sur.
Los primeros balleneros llegaron a Qeqertarsuaq durante los siglos XVII y XVIII; allí encontraron un lugar para zarpar apropiado, que se convirtió en la base de la colonia.
En 1773, se estableció la colonia de Godhavn («Buen puerto»), sirviendo como el punto más septentrional en la aplicación de los derechos daneses de la caza de ballenas en la región.
En 1862, se aprobó una nueva ley sobre municipios y las llamadas Direcciones se introdujeron en Groenlandia. La tarea principal de la Dirección era la administración de los recursos diferenciados de los propósitos sociales: apoyo a las viudas, los niños desamparados y otros necesitados. La Dirección también funcionaba como un tribunal inferior en caso de, por ejemplo, robo. La Dirección también participó en la lucha contra la propagación del moquillo, en la fundación de una escuela de kayak para chicos y una escuela de costura para chicas.
Los Consejos del Norte y el Sur de Groenlandia fueron convocados a un encuentro en Godhavn el 3 de mayo de 1940. Una de las consecuencias del encuentro es el hecho de que toda la administración de Groenlandia, hasta entonces dividida entre Godhavn y Godthåb, ahora se concentró en Godthåb de manera que la era en que Godhavn fue la seda gubernamental de Groenlandia del Norte se acabó. El Jefe de la Oficina de Administración fue abolido en 1950 en el establecimiento del Consejo Nacional de Groenlandia. Esto también fue el principio del desarrollo de Qeqertarsuaq en una sociedad ’normal’ basada en la caza y la pesca y en el moderno pueblo de hoy en día.

## Personas destacadas
Rasmus Lerdorf (1968): programador informático, creador del lenguaje PHP.